# 根付

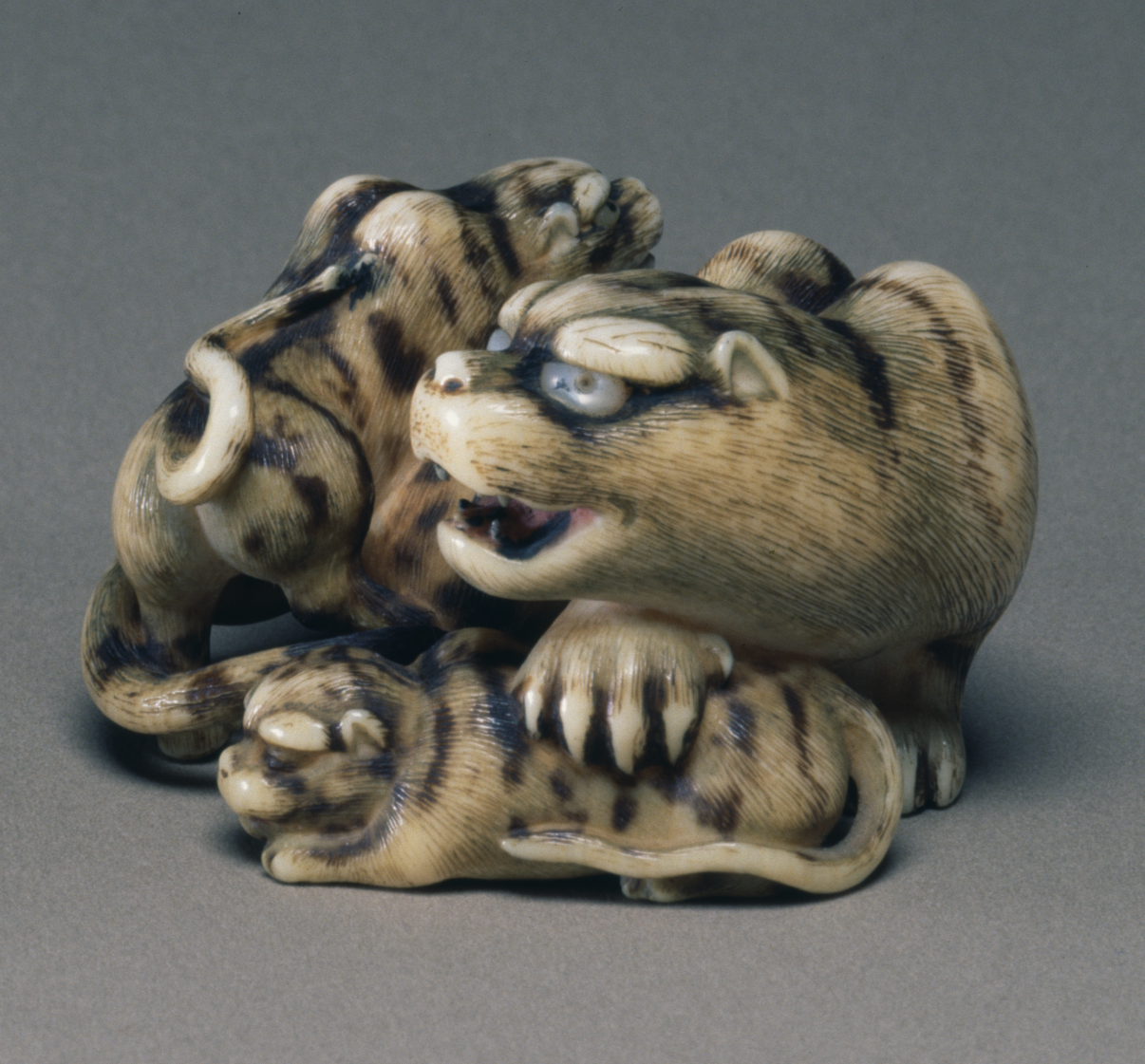
親子の虎（19世紀中ごろ 第2代 宮坂白竜作）ウォルターズ美術館蔵

根付（ねつけ、ねづけ）とは、日本の江戸時代に使われた留め具。煙草入れ、印籠、巾着や小型の革製鞄（お金、食べ物、筆記用具、薬、煙草など小間物を入れた）、矢立などを紐で帯から吊るし持ち歩くときに用いた。江戸時代から近代にかけての古根付と、昭和・平成以降の現代根付に大別される。
製作国の日本では明治時代以降に服装の中心が徐々に着物から洋服に移り変わるとともに使う機会が減ったが、外国人に美術面で評価されるようになり、印籠と共に日本国外で骨董的な収集対象となった。そのため現代日本においては、江戸時代から明治時代にかけての根付と印籠の優品のほとんどは外国に流出しきっており、国内にはわずかな優品しか残っていない。

## 概要

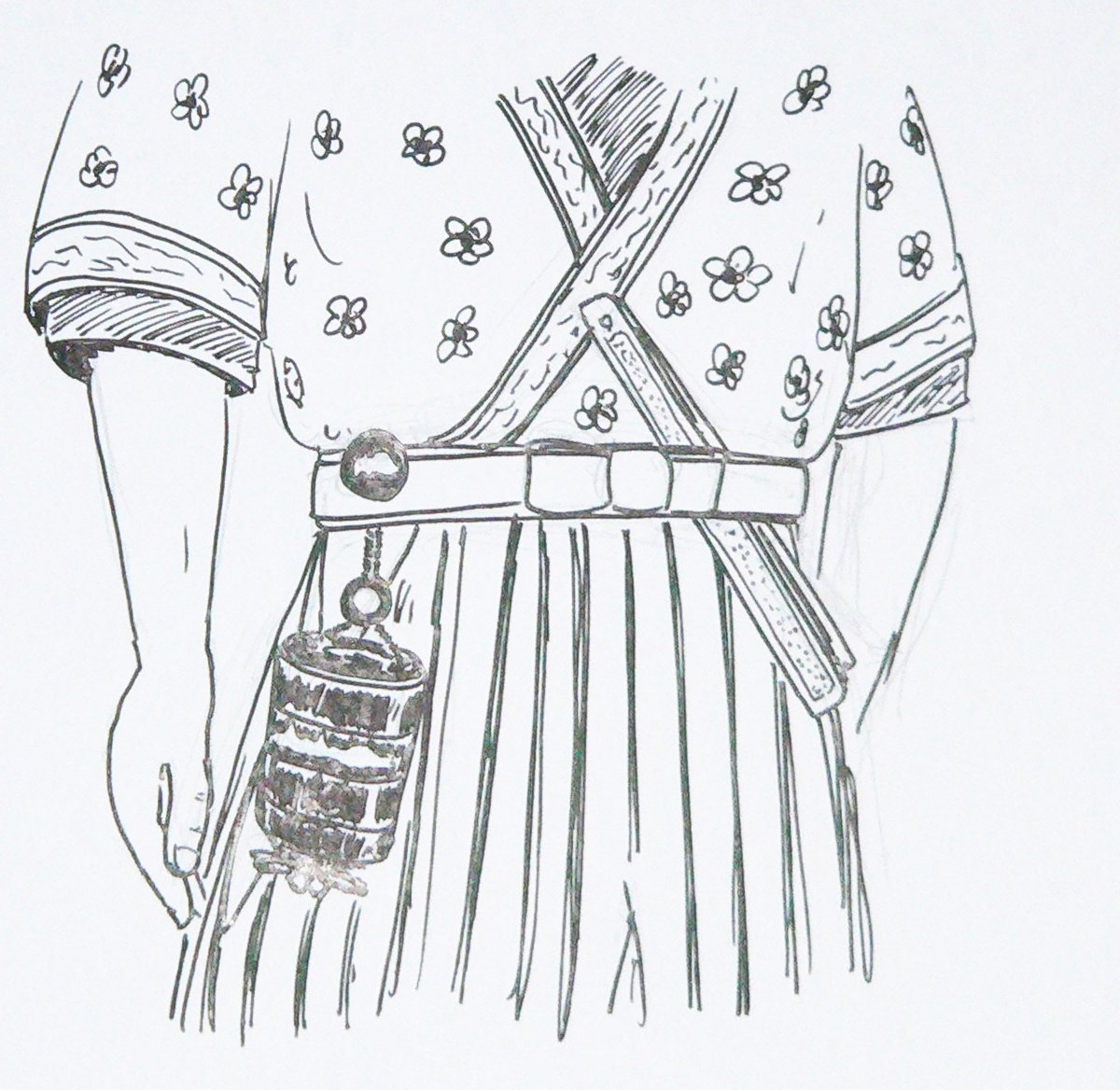
帯に引っかかけている留め具が根付。その下にぶら下がっている箱が印籠。

ポケットの無い男性用の着物で袋や印籠等を持ち歩く場合に、袋や印籠などに付けられた紐の他方の端に取付け、紐を帯の下に挟み、根付を帯の上方に出す事によって引っ掛って袋や印籠などが落ちないようにする目的で用いられた。大きさは数cmから、小さいものは1cm位の根付もあり、3-4cmが平均である。材料は黄楊、一位、黒檀等の堅い木や、象牙などが多い。根付専用の刀で、一つずつ手彫りされた。
江戸初期は簡素なものが多く、時代と共に実用性と共に装飾性も重視されるようになり、江戸時代後期に入って爆発的に流行した。この頃になると細かい彫刻が施されるようになり、根付自体が美術品として収集の対象となった。彫刻の題材は人物、動植物から妖怪、物語（龍宮など）と多彩であった。
明治時代に入ると、国内での生産は激減。江戸期の名作も海外に流出したが、海外から高い評価を得て主に輸出用に生産されるようになった。この頃になると実用性は薄れ、穴の空いた小型の精緻な彫刻としてより認知されるようになる。大正、昭和期も国内需要は低調だったが、森田藻己、大内玉藻といった作家が制作を続けた。平成に入って様々な分野から技術者・多種多様な素材が参入、現代根付として再び動きが活発になりつつある。公益財団法人・京都清宗根付館が2014年から新作根付のコンテスト「根付アワード」を行っている。

## 歴史

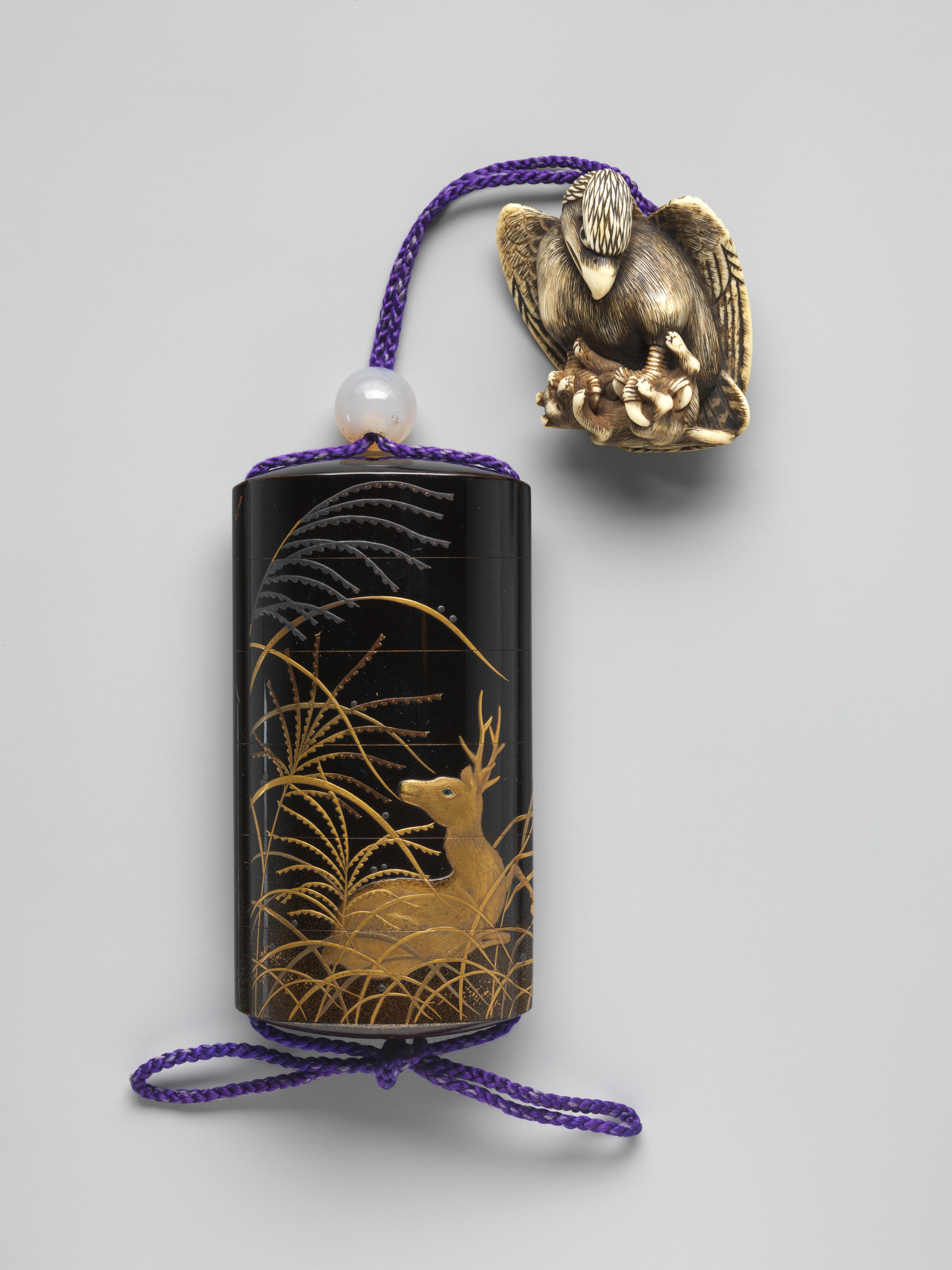
しばしば根付と印籠の組み合わせで世界観が演出された。狐を捕まえている捕食者の鷲の根付と鹿の印籠、江戸時代、19世紀、メトロポリタン美術館蔵

安土桃山時代が終わり、徳川家康の天下が始まるのに合わせて、相当な薬愛用家だった家康は自分のみならず、高級武士や公家等にその大切さを説き、太平の世になっても外出時に、切り傷・腹痛・頭痛薬等常備薬を持ち歩くことを直参旗本や外様大名に奨励した。彼らは常備薬を携帯するに当たって、その入れ物として、印鑑と朱肉を入れた小さな携帯用印籠に目をつけ、これをさらに小型化し、印鑑や朱肉の代わりに薬を入れ、携帯用薬籠とした。

この印籠を武士やその奥方が使用する場合、帯からぶら提げる時に、「留め具」の役目を果たしたのが「根付」である。
印籠の普及期である江戸時代初期には、この根付として、銅製の糸印（いといん）が多く使用されたと言われている。
家康の前の天下人であった豊臣秀吉は、糸印の著名蒐集家だった。高級武士もそれに倣い、糸印の蒐集に励んだ。江戸時代には各屋敷には少なからぬ糸印が存在し、自然に印籠を提げる役割を果たした。しかしこの「糸印」は角張った形をしていたために、帯を傷めてしまう傾向があった。
現在の様な“なごみ感”がある手触り仕上げになったのは、17世紀になってからである。また、17～18世紀にかけて、“なごみ感”プラス“洒落”・“エスプリ”・“伊達心”等が付け加えられ、近代の進化した根付が完成された。その要因として、17世紀頃までに印籠と根付がセットで、高級武士・公家から茶人・商人・町人まで普及し、その粋なファッション表現が昇華されたから、と考えられる。また、富裕層が所持した印籠や根付には、蒔絵や象牙等が使用され、彼らはお金に糸目をつけない芸術性を求めた。
根付の持つ高い芸術性（平成中期以降、本来、根付の持っていた工芸品の存在価値が大きく変化し、芸術品としての要素が強く求められている。）は現在、世界中の多くの人々から、日本独特の精緻的文化として認められており、当時の“日本人の心意気”を今に伝えている。
この根付の文化が現在の携帯電話などに取り付けられる携帯機器用ストラップと似ているあるいはその伝統がつながっていると見る説もある。

## 蒐集品として
根付は日本国内外で蒐集対象となっている。日本では郷誠之助、高円宮憲仁親王・久子夫妻が蒐集家として著名である。郷誠之助と憲仁親王が遺した膨大な数の根付は、いずれも東京国立博物館に寄贈され、その名を冠したコレクションとして所蔵されている。
現代日本で根付の蒐集や新規制作が盛り上がったのは、高円宮夫妻の影響に加えて、アメリカ合衆国の根付蒐集家であるロバート・キンゼイ、ミリアム・キンゼイ夫妻の来日（1971年）が大きな契機となった。1975年にはアメリカ合衆国で根付研究会ソサエティ（発足当初の名称）が設立され、のちに約30カ国に会員が広がった。1970年代以降、大規模な根付の展覧会が日本国内外で開かれている。
また、アメリカ合衆国オハイオ州グランビル（コロンバス郊外）にあるデニソン大学のデニソン美術館は、約200点（そのほとんどは象牙製）の根付を収蔵・展示している。

## 種類
根付の分類は、形状と作成地域による2種類が多く用いられる。形状として、輪車（環状）根付、差根付（さしねつけ）、饅頭根付、箱根付、形彫根付、柳左根付、鏡蓋根付などがある。作成地域は江戸、京都、中京（名古屋・伊勢・岐阜）、石見がある。

## ギャラリー

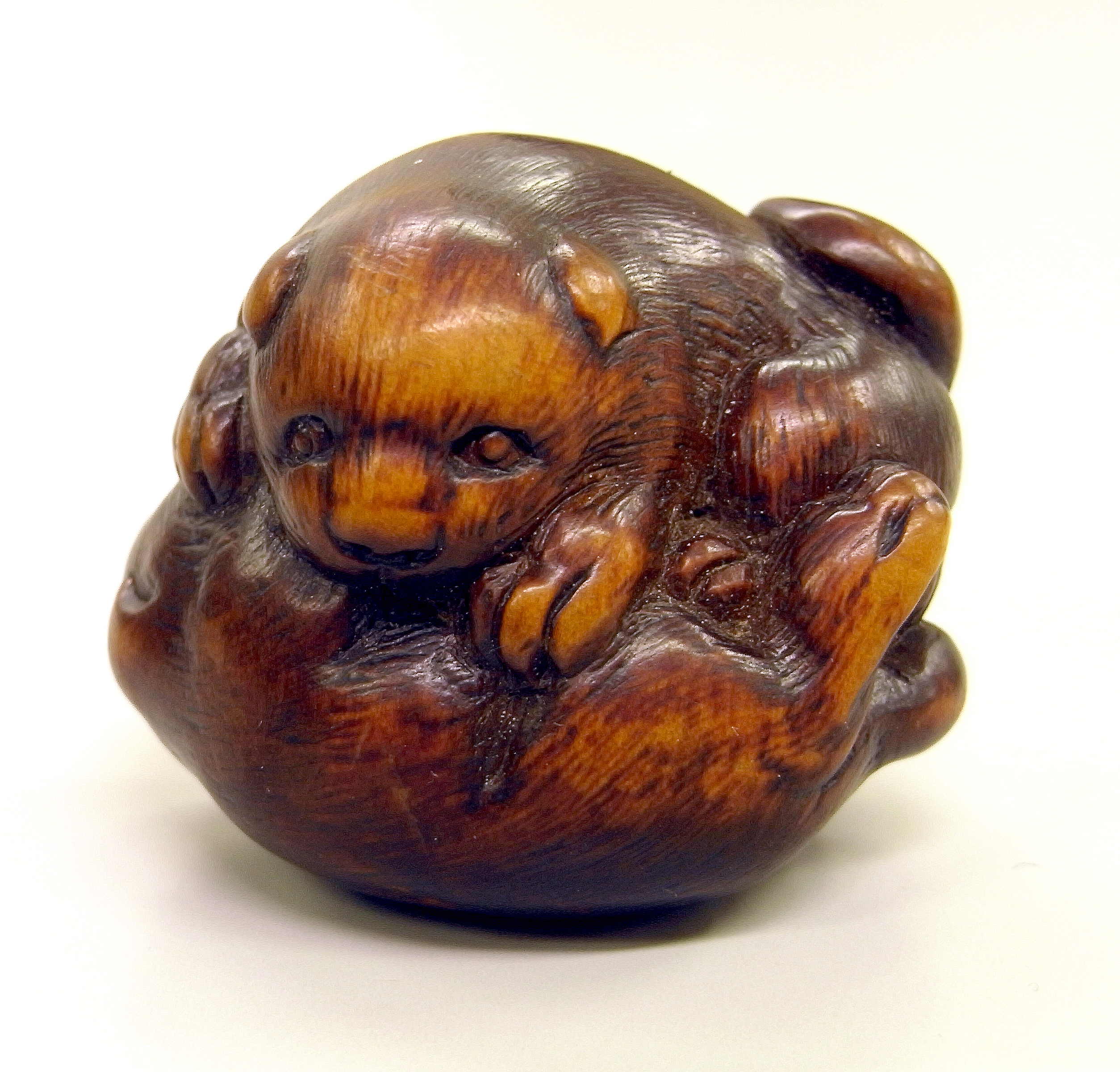
犬の根付（虎渓作）
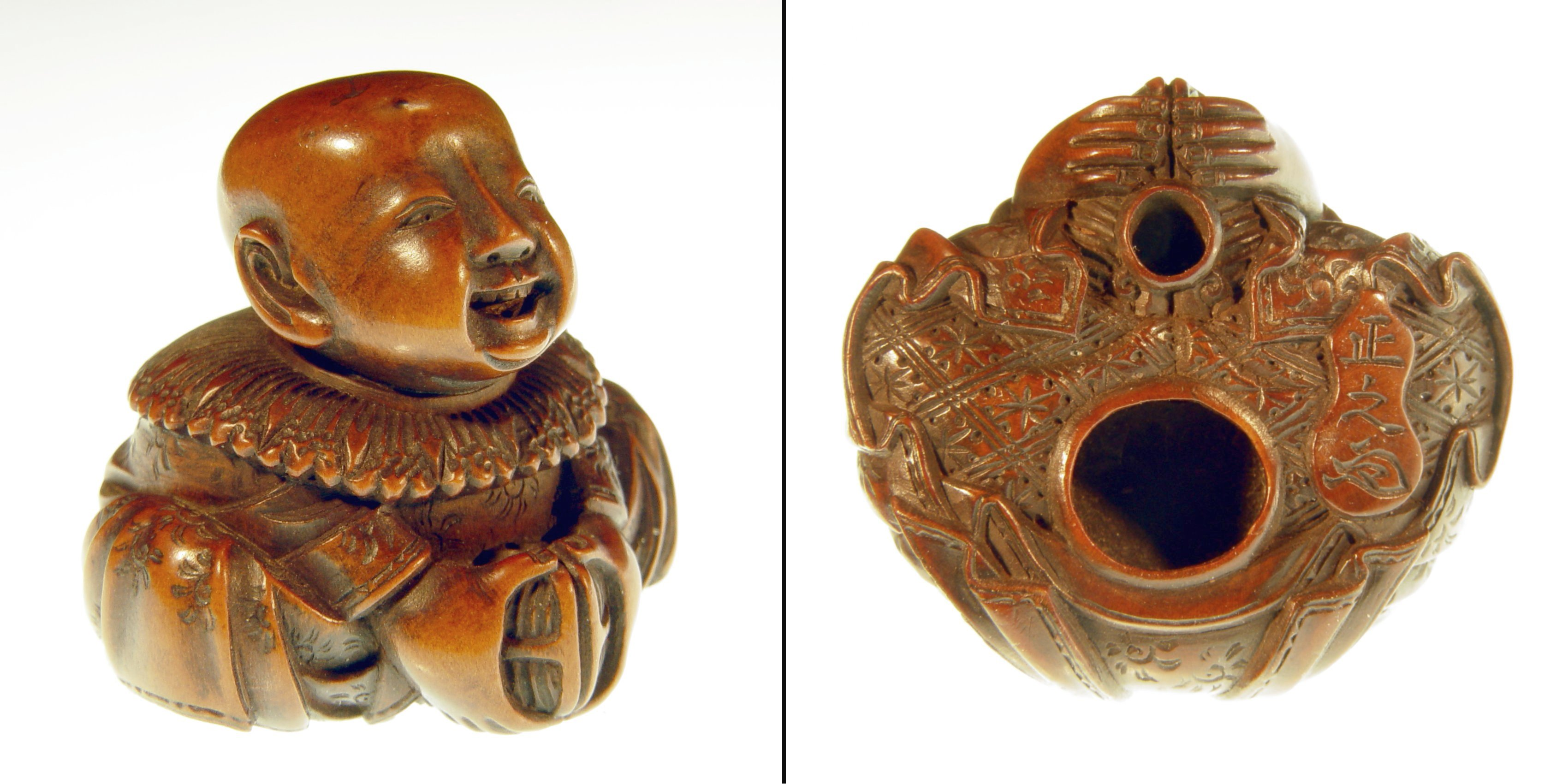
形彫根付
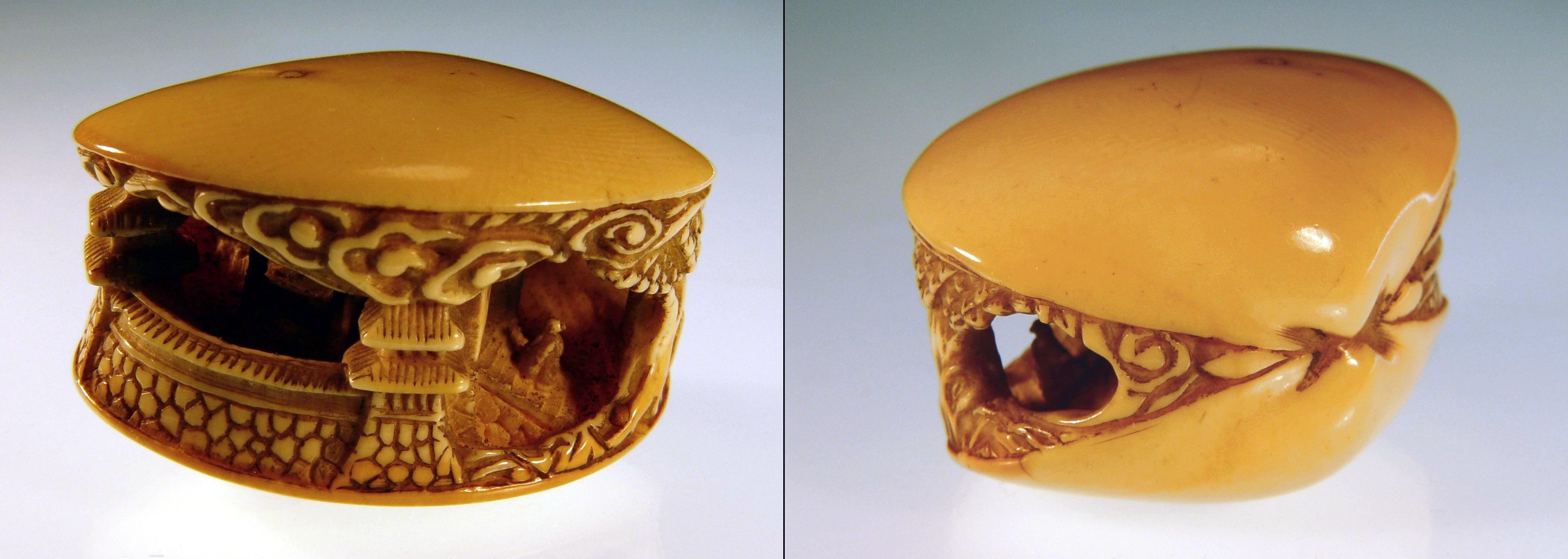
穴彫根付
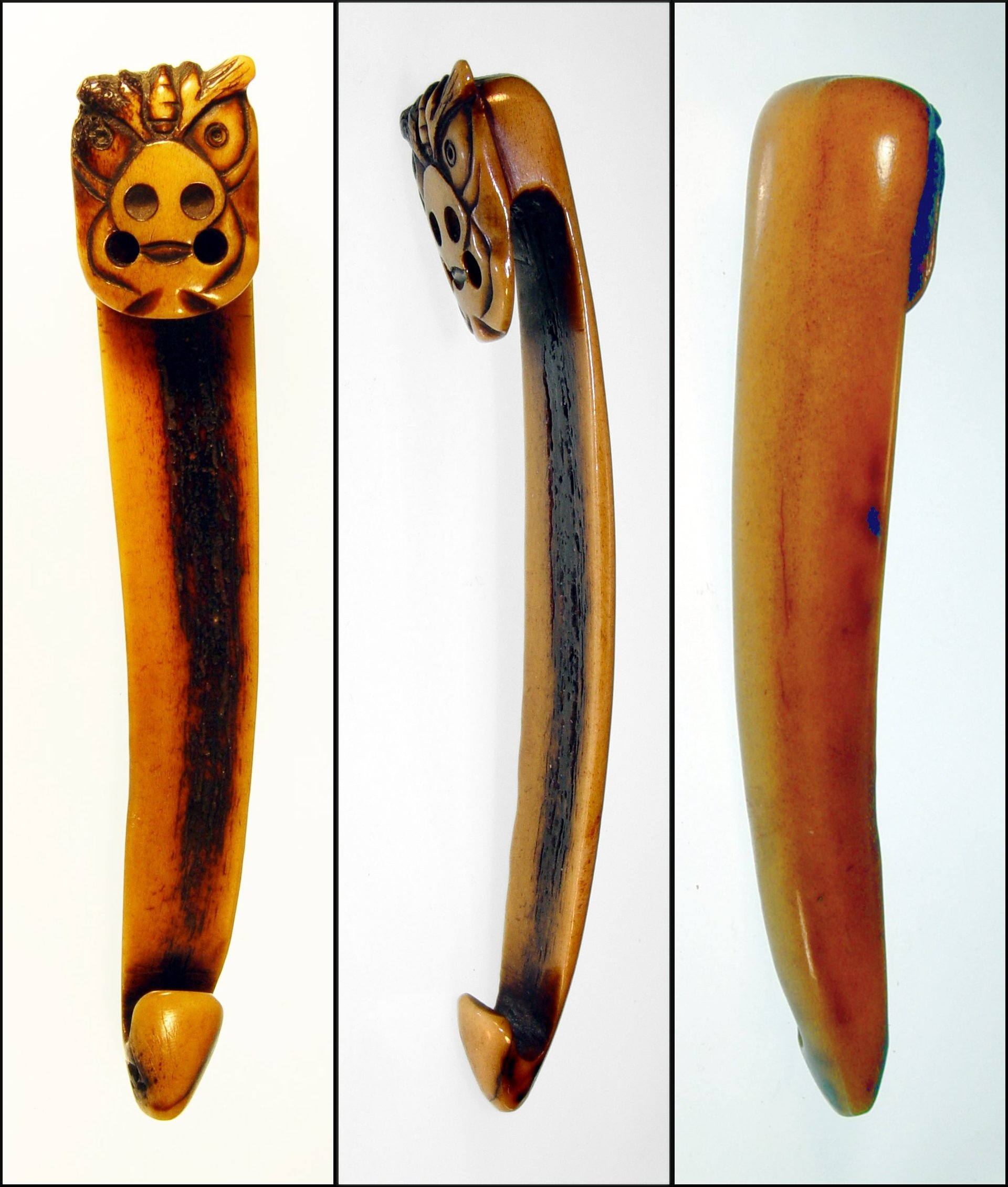
差根付
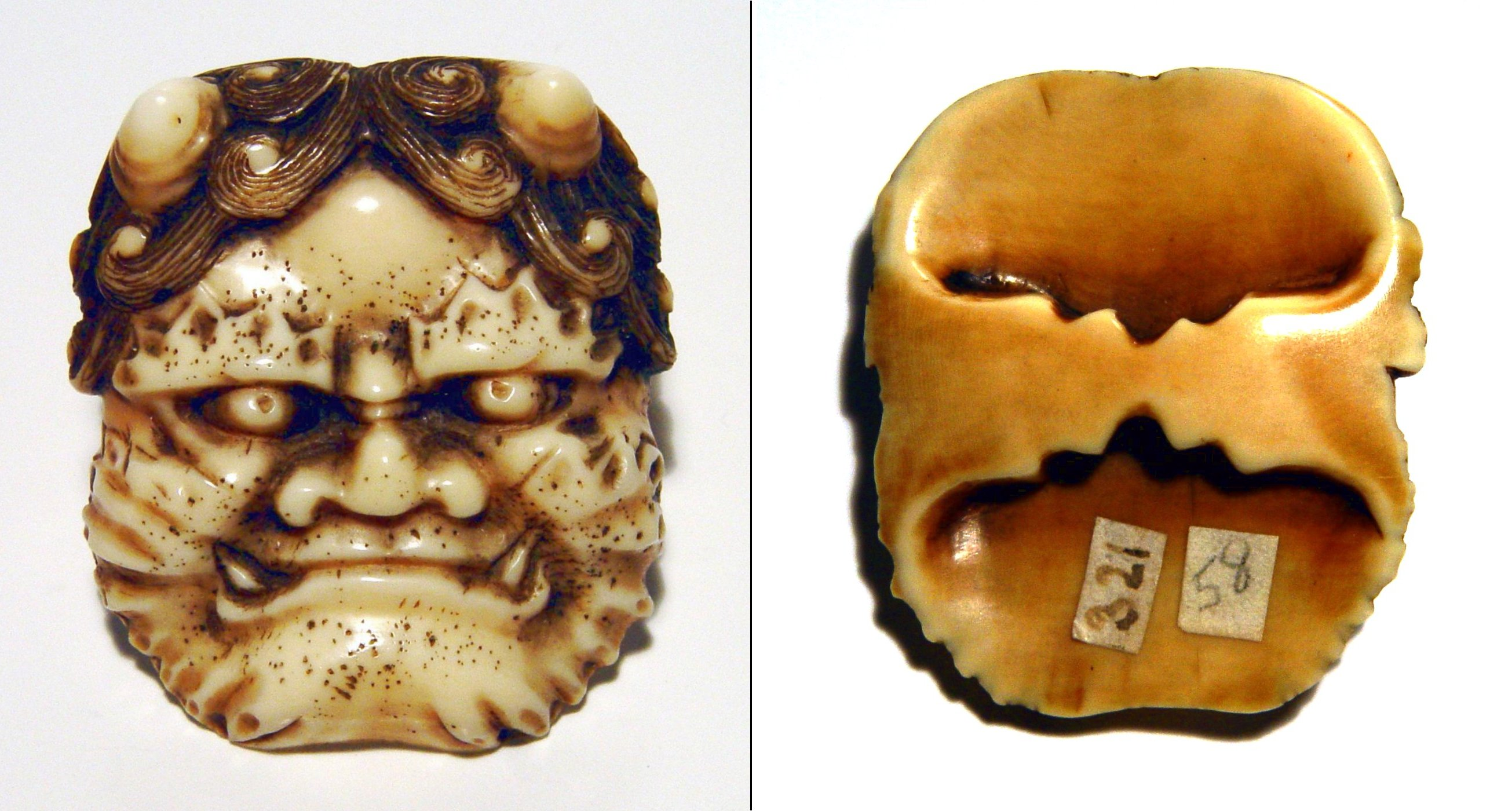
面根付
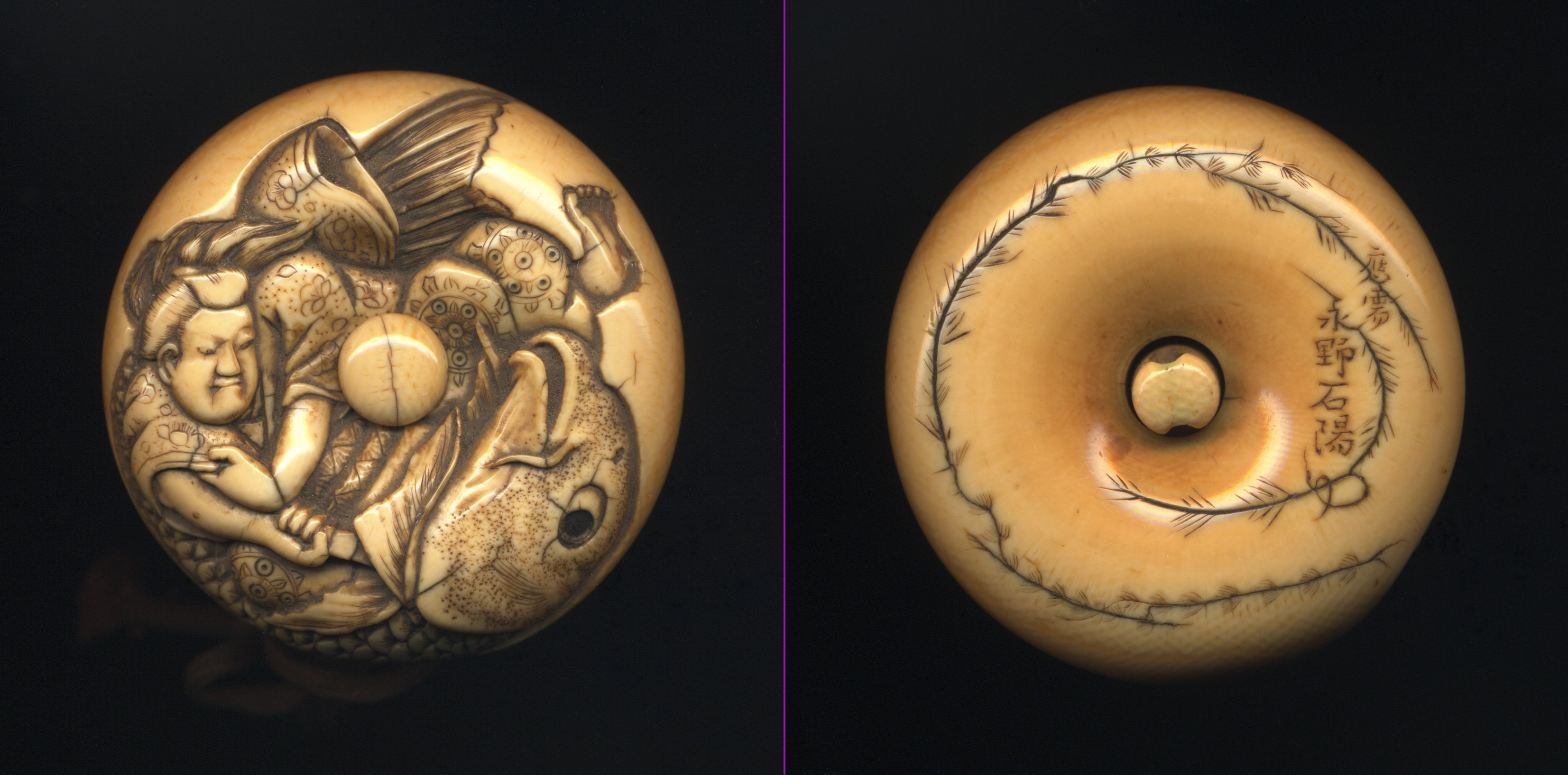
饅頭根付
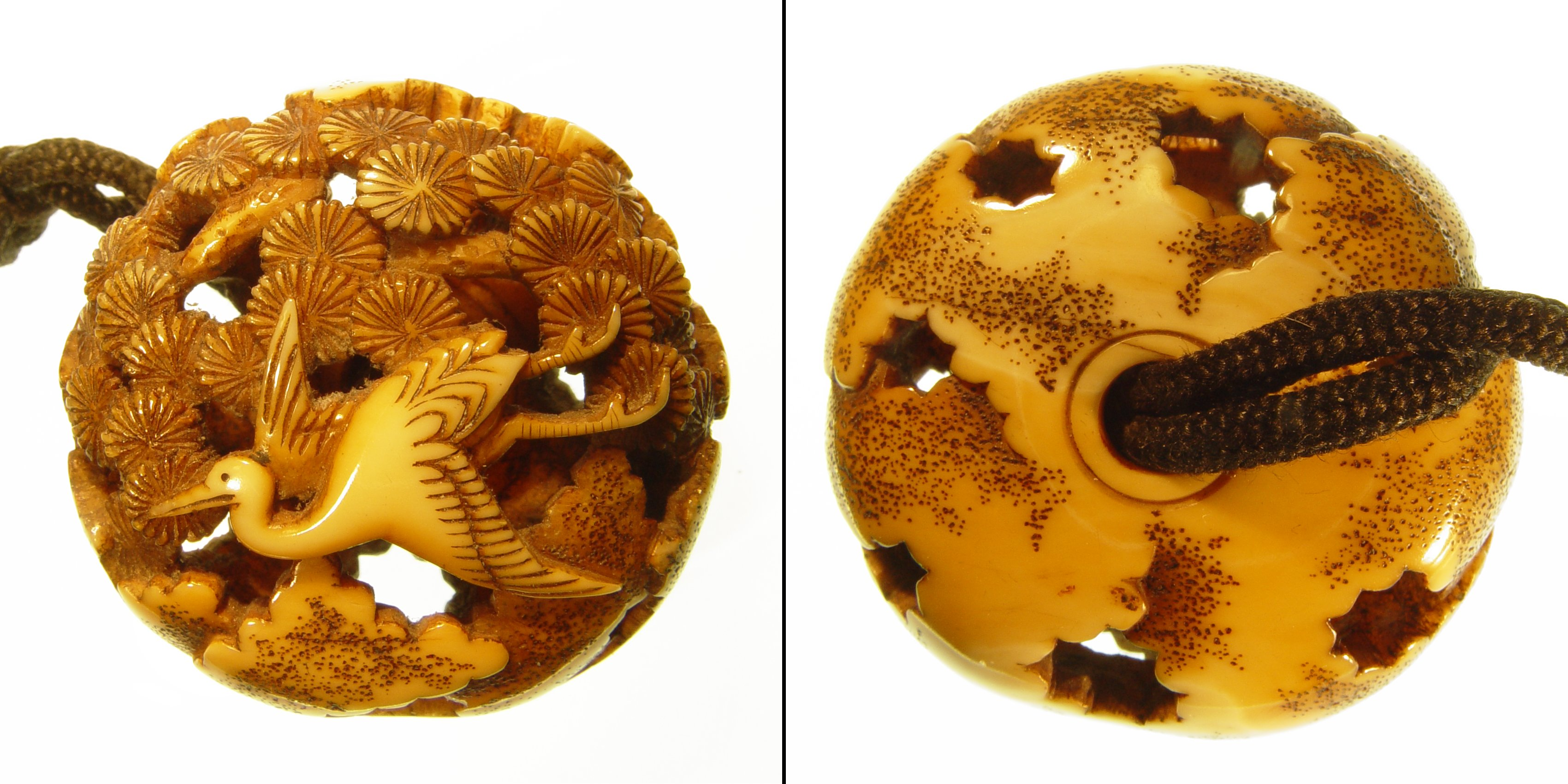
柳左根付
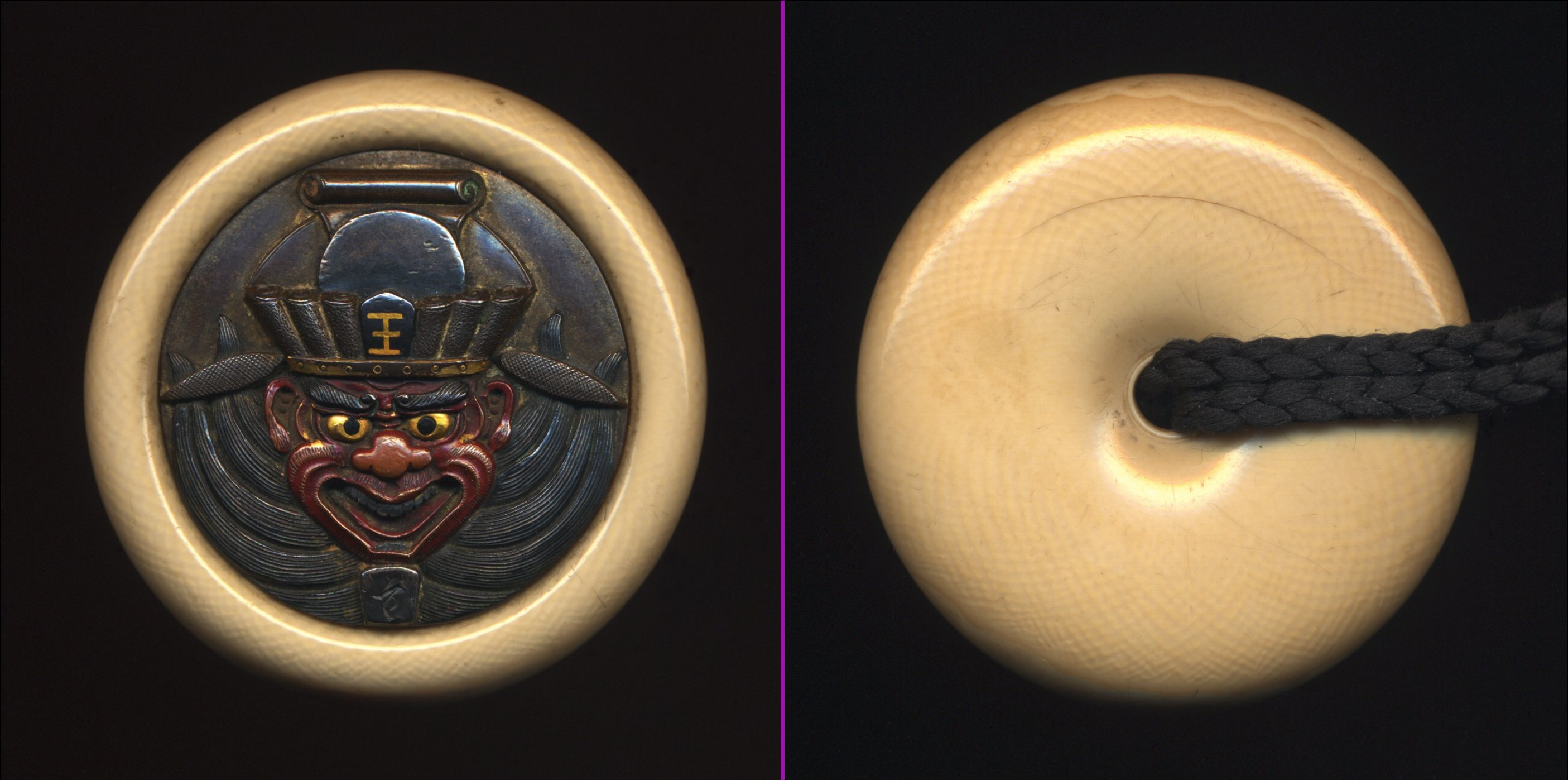
鏡蓋根付
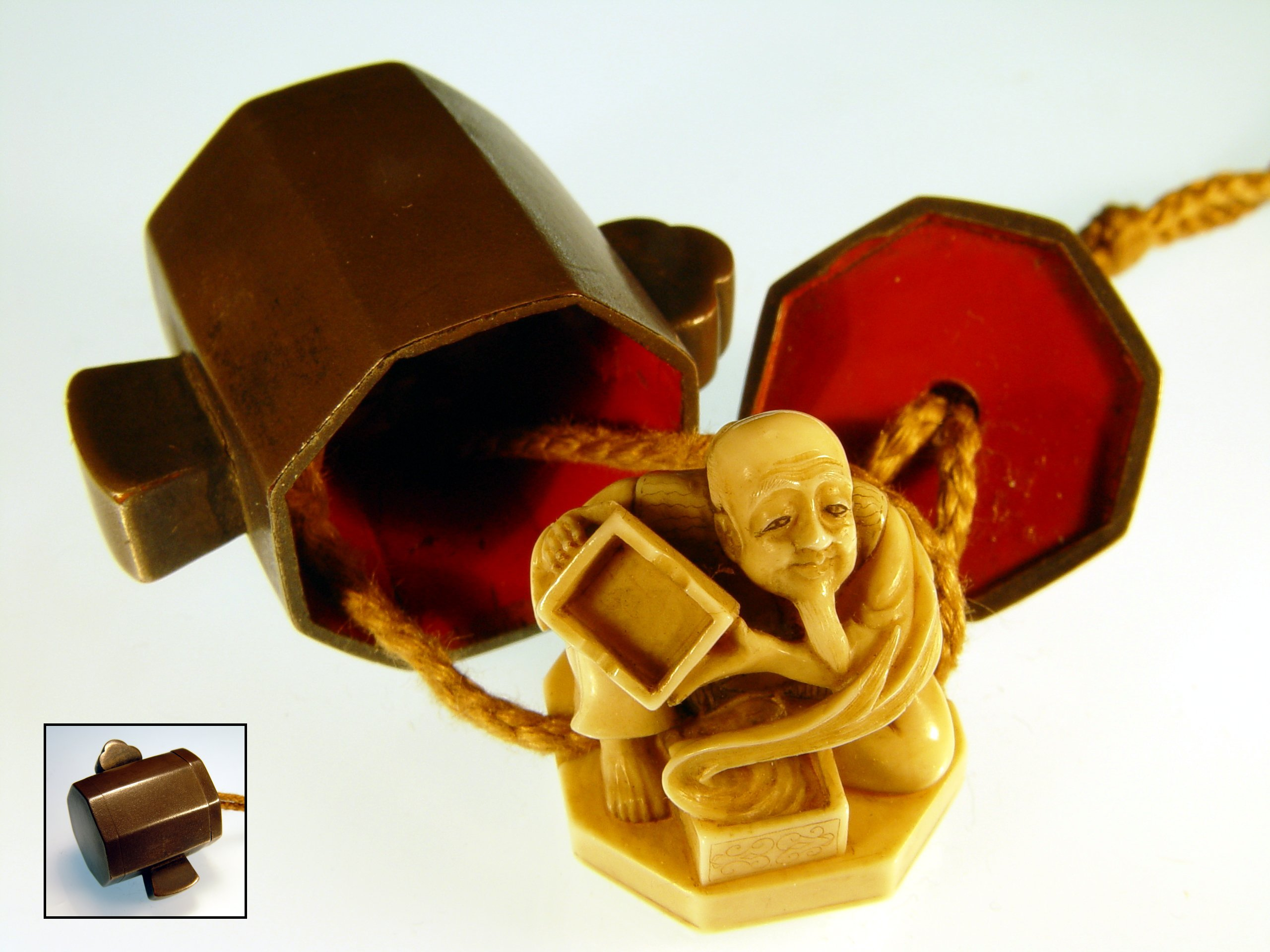
からくり根付